# Opération Birmingham
Pour les articles homonymes, voir Birmingham (homonymie).
 (février 2022).
Le contenu est difficilement compréhensible vu les erreurs de traduction, qui sont peut-être dues à l'utilisation d'un logiciel de traduction automatique.
Batailles
L'opération Birmingham était une opération militaire de la guerre du Vietnam dans la zone de guerre C, au nord de Saigon, menée par la 1re division d'infanterie américaine et la 5e division de l'armée de la République du Vietnam (ARVN) du 24 avril au 17 mai 1966.

## Objectif
L'opération visait à sécuriser la zone de guerre C puis d'y engager la 9e division (en) Viet Cong (VC).

## Déroulement
L'opération a commencé le 24 avril et au cours des premiers jours, il n'y a eu que des contacts sporadiques avec le VC, mais un certain nombre de caches de ravitaillement ont été localisées.
Le 27 avril, un bataillon de la 1re brigade a tué trois combattants VC et découvert plusieurs tonnes de fournitures, tandis qu'un bataillon de la 3e brigade a trouvé un camp de base VC de la taille d'un bataillon.
Le 30 avril, deux bataillons de la 1re brigade ont fait mouvement vers le nord le long de la rive est de la rivière Rach Cai Bac à la frontière entre le Sud-Vietnam et le Cambodge, attirant des tirs de l'autre côté de la rivière au Cambodge et du hameau vietnamien de Lo Go. Le 1er bataillon, 2e régiment d'infanterie (en) a engagé ses forces en tirant depuis le Cambodge tandis que le 2e bataillon, 16e régiment d'infanterie (en) a engagé le VC à Lo Go. Les combats à Lo Go se sont poursuivis dans l'après-midi lorsque le VC, au travers du bataillon C230, s'est retiré en faisant 54 morts. Les pertes américaines ont été de six tués.
L'opération s'est poursuivie pendant encore deux semaines alors que la 1re division d'infanterie balayait la zone de guerre C dans l'espoir de trouver le quartier général du COSVN (en) qui était censé être situé dans le nord de la province de Tây Ninh, mais il n'y a pas eu d'autres engagements majeurs.
L'opération Birmingham a également mis en avant deux brigades des Forces mobiles de guérilla vietnamiennes (en) (MGF) dont l'objectif principal était de localiser et d'engager les forces VC ainsi que de détruire leurs camps de base le long de la frontière cambodgienne. Ces brigades se sont déplacées rapidement pour exploiter les renseignements récemment acquis sur les installations et les mouvements ennemis et ont été fréquemment transportées par hélicoptère vers des endroits de la province de Tây Ninh. Les MGF ont utilisé des tactiques de guérilla qui étaient souvent employées par le VC contre les unités américaines et ARVN.
L'opération s'est terminée le 17 mai 1966.